# Filon af Aleksandria
Filon af Aleksandria (Philon af Alexandria, Filo af Alexandria, latiniseret til Philo Alexandrinus, Philo Judaeus), født cirka 10 f.Kr. i Alexandria i Egypten, død cirka 40 e.Kr.) var en græsk-jødisk filosof.
Filon søgte at tilvejebringe en syntese af græsk og jødisk filosofi uden at sætte den jødiske arv over styr. Han tolkede Torahen allegorisk og mente, at bibelteksten indeholder sandheder, som først viser sig ved en nøje og rationel eksegese. Han mente, at hellenernes visdom var hentet fra Moses, og ved allegorisk tolkning ville han påvise Mosebøgernes filosofiske sandheder, fx tolkede han de 4 paradisfloder (1. Mos 2,10-14) som de 4 grunddyder klogskab, tapperhed, mådehold og retfærdighed. Adam symboliserer fornuften og Eva sanselighed. Sjælen har en ulegemlig forudeksistens, før den indesluttes i kroppens fængsel, som den frigøres fra gennem askese og kontemplation.
Filon var samtidig med Jesus, men nævner hverken Jesus eller bevægelsen omkring ham i nogen af sine skrifter, til trods for sin interesse for religiøse sekter og skrev indgående om essæerne.
Logos, Guds Ord, tolker Filon som et halvt selvstændigt væsen med hvilket Gud meddeler sig til verden. Kirkefaderen Origenes fandt stor inspiration hos Filon i udformningen af sin allegoriske bibeltolkning.  Hans Logos-lære hævder, at da Gud opleves abstrakt som "det værende", behøver han mellemvæsner for at opnå kontakt med verden (jødedommens engle og stoikernes "kræfter"). Øverst blandt disse er Logos (fornuften), der er Guds skabende tanke. Men modsatt Johannesevangeliets Logos, er Filons Logos ikke noget personligt væsen, og har ikke noget med Messias at gøre.
Filons filosofi siges at være grundlaget for nyplatonismen, hvis tanker primært blev udfoldet af Plotin. Filons filosofi er altså på mange måder en forløbet for Plotins filosofi.
Filon forsøgte at forene de bibelske tanker med den græske filosofi, navnlig Platons, da han mente, at de var udtryk for en og samme sandhed. Han ville også forsvare ideen om Gud, som havde mødt kritik fra skeptikeren Karneades et par hundrede år i forvejen.
Karneades' kritik gik ud på, at Gud ikke kan være vis, da der intet kan være uvist eller ukendt for ham, hvis han er fuldkommen, og derved udelukker hans egenskab som fuldkommen ham fra egenskaber såsom "intelligens" eller "visdom". Gud må ligeledes være ubegrænset, da det der er fuldkomment ikke kan være begrænset, men det der er ubegrænset må være ubevægeligt, da bevægelsen forudsætter det tomme rum, og hvis det tomme rum eksisterer ville det begrænse det ubegrænsede og altså umuliggøre det ubegrænsede. Bevægelse er altså umuligt for det ubegrænsede, da det tomme rum ikke er muligt, hvis noget er ubegrænset. At bevægelse forudsætter det tomme rum er en tanke, der også ses hos Demokrit.
Efter denne kritik udfoldede Filon sin egen i et forsøg på at forsvare ideen om Gud, samt at samle de forskelligartede filosofier på hans tid, den græske og de bibelske.